# Godronia andromedae
Godronia andromedae är en svampart som tillhör divisionen sporsäcksvampar, och som beskrevs av Paul Christoph Hennings. Godronia andromedae ingår i släktet Godronia, och familjen Helotiaceae. Arten är reproducerande i Sverige.